# What Do You Want from Me? (singel Cascady)
What Do You Want from Me? – drugi singel z albumu Perfect Day. W Niemczech singiel wydany został 7 marca 2008 roku, a w Wielkiej Brytanii 24 marca 2008 roku.

## Teledysk
Na oficjalnej stronie wytwórni płytowej "All Around The World" 19 stycznia 2008 roku pojawił się klip do tej piosenki. Akcja teledysku rozgrywa się na plaży, na której rozpoczyna się impreza z tańcem i śpiewem.

## Oficjalne remiksy
1. What Do You Want From Me (Radio Edit) 2:50
2. What Do You Want From Me (Extended Mix) 4:46
3. What Do You Want From Me (K-Klass Remix) 6:28
4. What Do You Want From Me (K-Klass Radio Edit) 3:34
5. What Do You Want From Me (Flip and Fill Remix) 6:07
6. What Do You Want From Me (Hypasonic Remix) 6:07
7. What Do You Want From Me (Fugitives Freedom Remix) 5:22
8. What Do You Want From Me (Manox Remix) 6:02
9. What Do You Want From Me (Manox Radio Edit) 3:31
10. What Do You Want From Me (Fugitives Freedom Radio Edit) 3:57
11. What Do You Want From Me (Ti-Mo Vs Stefan Rio Remix) 5:08
12. What Do You Want From Me (Ti-Mo Vs Stefan Rio Radio Edit) 3:43
13. What Do You Want From Me (DJ Cyrus Remix) 5:35
14. What Do You Want From Me (DJ Cyrus Radio Edit) 3:33
15. What Do You Want From Me (Club Mix) 4:59
16. What Do You Want From Me (Alex K Remix) 4:20
17. What Do You Want From Me (Original Mix) 4:44
18. What Do You Want From Me (S & H Project Radio Edit) 3:34
19. What Do You Want From Me (S & H Project Remix) 5:47
20. What Do You Want From Me (DJ Gollum Radio Edit) 3:35
21. What Do You Want From Me (DJ Gollum Remix) 5:24
22. What Do You Want From Me (Basslovers United Radio Edit) 3:40
23. What Do You Want From Me (Basslovers United Extended Mix)
24. What Do You Want From Me (Studio Acapella With Out Effects)

## Notowania
| Notowanie (2008)                     | Najwyższa pozycja |
| ------------------------------------ | ----------------- |
| Austria Singles Chart                | 50                |
| German DJ Playlist Chart             | 5                 |
| German Singles Chart                 | 54                |
| Slovakia Singles Chart               | 54                |
| U.S. Billboard's Global Dance Tracks | 27                |
| UK Singles Chart                     | 51                |